# Ока (река)
Ока (рус. Ока́) је река у Русији. Десна је притока реке Волге. Дуга 1.500 km. Површина слива 245.000 km. Пловна 1.200 km, односно од града Серпухова до ушћа. Тече кроз следеће области Средишњег федералног округа: Орловска област, Тулска област, Калушка област, Московска област, Рјазањска област, Владимирска област, Нижњеновгородска област.
Претпоставља се да порекло имена реке Оке је или из литванског ака, „извор“ или из финског јокки - „река долази“, јер пре руског насељавања, становништво горњих токова Оке су била балтичка племена, а доњих токова су била финска племена.
Један од највећих руских градова, Нижњи Новгород је основан да би заштитио ушће Оке у Волгу. Престоница Русије, Москва смештена је на истоимену реку која се улива у Оку.
У најширем делу Ока је широка 2,5 km.

## Име и историја
Макс Васмер повезује име реке са готским ахуа, старовисоконемачким аха, латинским aqua, које све имају исто значење - или "вода" или "река". Олег Трубачов је тражио порекло имена у балтичким језицима: балтичко племе Галиндијаци живели су у западном дилу слива реке Ока пре доласка Словена.
Историјски речено, река је дала име кнежевини Горња Ока, која се налази узводно од града Таруса. Године 1221. Велики војвода Јуриј II од Владимира је основао Нижњи Новгород, који је касније постао један од највећих руских градова, да би заштитио ушће реке Ока са Волгом. Хасим Ханате, муслимански владар, окупирао је средњовековне токове Оке (око Касимова) у 15. и 16. веку.
Пре изградње пруге средином 19. века и изградњом Московског канала тридесетих година прошлог века, Ока је, заједно са притоком Москве, служила као важна транспортна рута која повезује Москву са Волгом. Због Окиних и Московских кривудавих курсева, путовања нису биле нарочито брза: на пример, Корнелију де Брујн је требало отприлике 10 дана да плови на ове две реке од Москве до Нижњи Новгорода 1703. године. Путовање узводно је било још спорије, пошто су бродове вукли бурлаци.

## Оријентири
Обале реке су поплочане историјским и културним локалитетима, укључујући средњовековне манастире града Муром, џамије и минарете града Касимов, утврђења Кремља градова Коломна и Серпухов, спомен-куће Василија Поленова и Сергеја Јесењина, ископане рушевине Старог Рјазаља и Шухоњев торањ на реци Ока.
Резерват биосфере Приокско-Терасни лежи дуж леве обале реке насупрот граду Пушчино и познат је по узгоју европског бизона. 

## Главне притоке
- Угра
- Жиздра
- Упа
- Протва
- Нара
- Москва
- Пра
- Осјотр
- Пронја
- Мокша
- Тјоша
- Кљазма
- Беспута

## Градови на реци Ока
- Орел
- Бељов
- Чекалин
- Калуга
- Алексин
- Таруса
- Серпухов
- Ступино
- Кашира
- Протвино
- Пушчино
- Коломна
- Рјазањ
- Касимов
- Муром
- Навашино
- Горбатов
- Дзержинск
- Нижњи Новгород